# Futaba (azienda)
La Futaba Corporation (双葉電子工業株式会社?) è un'azienda giapponese con sede a Mobara, nella prefettura di Chiba, che opera prevalentemente nel settore dell'elettronica.

## Storia
Futaba Corporation fu fondata nel 1948 come azienda di produzione e vendita di tubi a vuoto per ricevitori radio. Utilizzando la tecnologia dei tubi a vuoto iniziò la produzione di display fluorescenti nel 1962. Futaba successivamente iniziò la produzione di sistemi RC (radiocomando) i quali oggi rappresentano uno dei due core business dell'azienda. Seguì lo sviluppo di componenti in plastica e moduli VFD a completare la linea dei prodotti. L'azienda ancora oggi produce la componentistica meccanica ed elettronica all'interno delle proprie unità produttive.

## Prodotti

### Radiocomandi

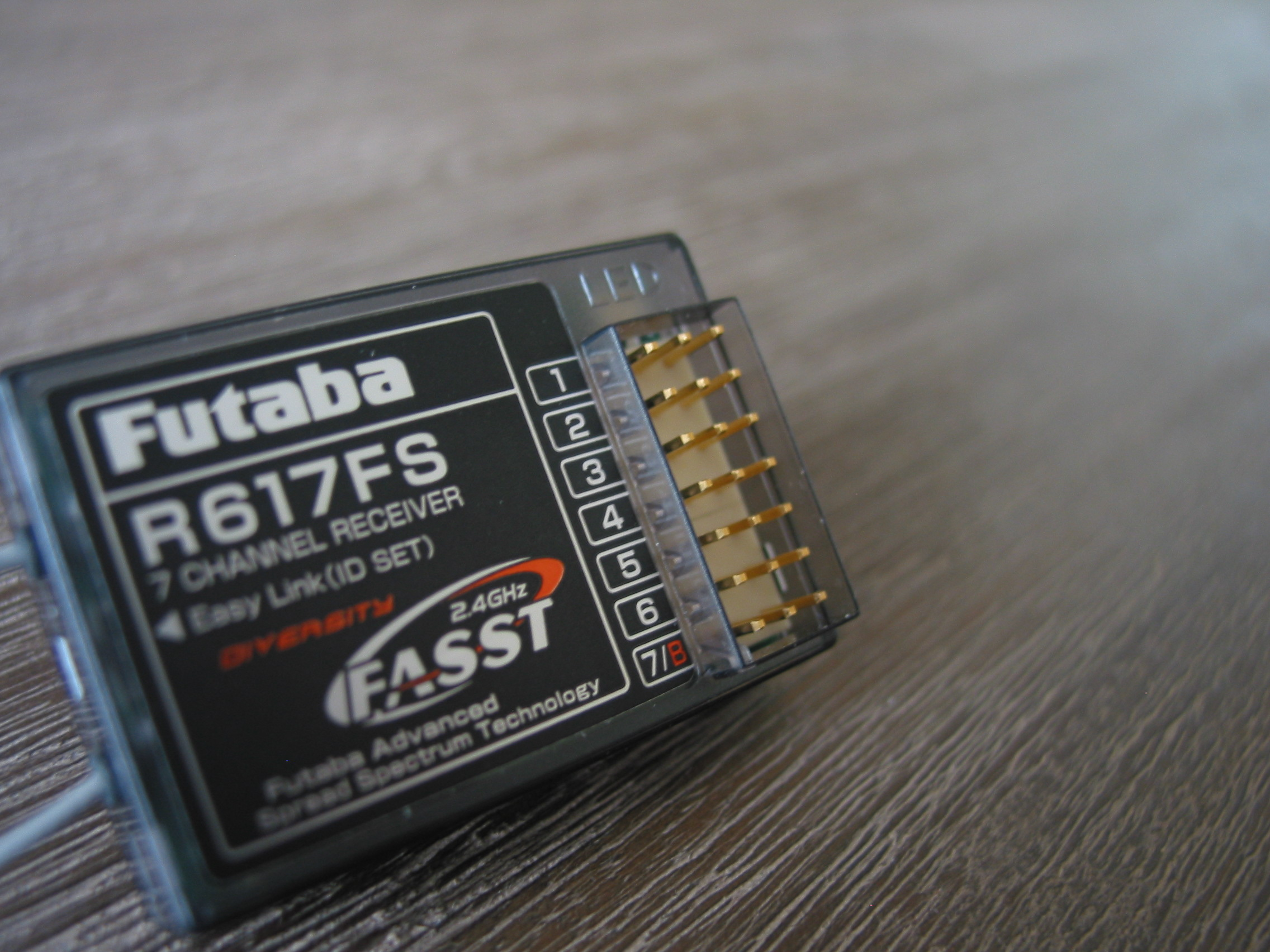
Ricevente R617FS con tecnologia 2,4GHz FASST (Futaba Advanced Spectrum Technology

Futaba divenne una delle prime aziende del suo ramo a fornire radiocomandi per modellismo dinamico. 
La distribuzione in nord America è Hobbico, Ripmax nel Regno Unito, Robbe in Germania e altri nel mondo.
Marchi concorrenti sono FrSky, Hitec, Spektrum RC (Horizon Hobby, LLC.), Airtronics (Sanwa-Denshi), Japan Remote Control Co. (JR), Graupner e Multiplex Modellsport.

### VFD

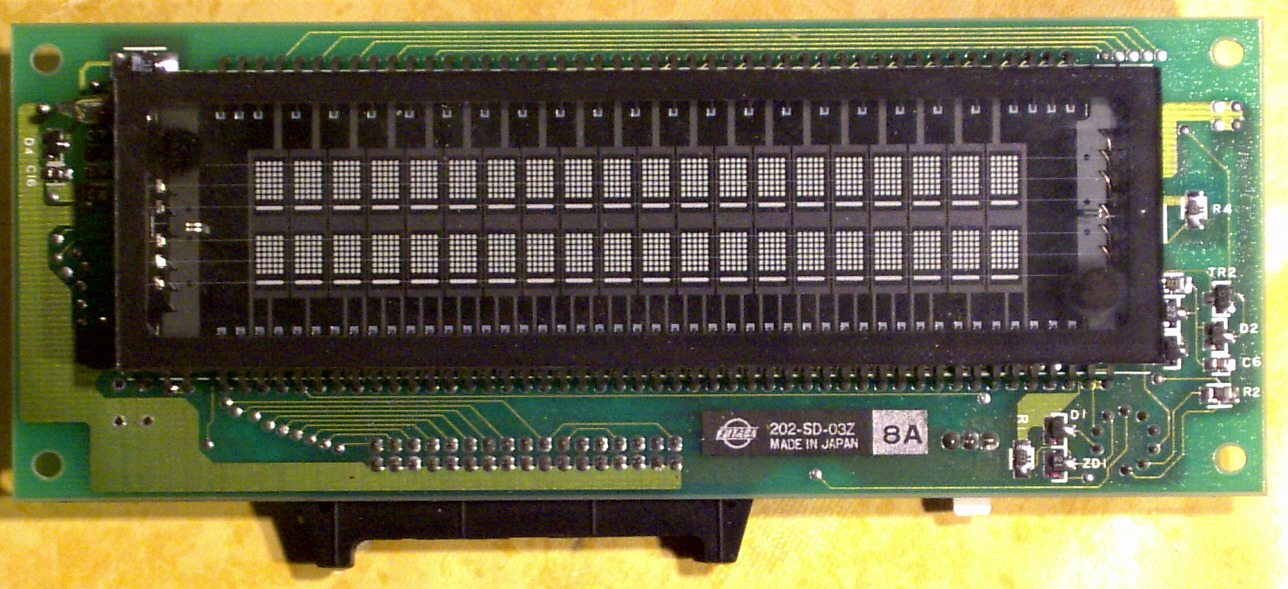
VFD Futaba 1202

Display fluorescenti a vuoto (Vacuum Fluorescent Display) sono l'altro settore in cui l'azienda opera da decenni.

## Curiosità
Un radiocomando Futaba è usato nel film Back to the Future quando "Doc" guida la DeLorean a distanza.